# 足利豊
足利 豊（あしかが ゆたか、1968年10月15日 - ）は、秋田県秋田市河辺戸島出身の元プロ野球選手（投手）。

## 来歴・人物
父も叔父も兄も野球経験者という環境に生まれ、幼少の頃から野球少年となった。ドカベンの山田太郎に憧れて捕手になりたかったが、戸島小学校3年生の時に入った野球部の監督によってアンダースローの投手となっている。4年生で早くも公式戦に登板し、5年生の時にはチームを県大会準優勝に導くなど、下手から浮き上がる直球を武器に頭角をあらわした。
県内の強豪校である金足農業高に進み、1年夏にチームは選手権大会に出場。他校のアンダースロー投手対策のため、打撃投手としてレギュラーに帯同している。2年生でエースとなったが、チームの打撃力が弱かった事もあり再び甲子園に進む事はなかった。
在学中に球威を社会人野球やプロの球団から評価され、卒業後は社会人野球の新日本製鐵釜石に進む。1988年の都市対抗野球にNTT東北の補強選手として出場。1回戦でリリーフ登板するが、本田技研の雨堤治久、金子誠一に連続本塁打を喫し敗退。
チームの休部にともない1989年には同系列の新日本製鐵名古屋に移籍。同年の都市対抗野球は西濃運輸の補強選手として、チームの準々決勝進出に貢献。五輪代表の候補になるなど高い評価を受け、1990年のドラフトでダイエーから5位で指名を受けて入団した。
プロ2年目の1992年には7月8日の対ロッテ戦で完封で初勝利を飾るなど5勝を挙げ、年俸は780万円増の1,500万円（推定）となった。
翌1993年のキャンプでは同郷、新日鉄釜石の先輩でアンダースローだった山田久志からシンカーを直伝され、20試合に先発して自身唯一の一軍年間規定投球回数をクリア、西武から4勝を挙げて西武キラーと呼ばれた。しかし同年に肩を痛め、さらに1994年は脇腹と股関節を痛めて二軍での調整が続いたが、6月のワールド・ベースボール・ウイーク・イン・ジャパン第4戦でダイエー二軍の先発として登板し、キューバ相手に3安打無四球で完投勝利を挙げている。
その後は首脳陣との相性もあって出番が少なく1997年オフに自由契約となり、ダイエー時代のコーチであった権藤博監督が就任した横浜の入団テストを受け合格。しかし横浜入団後に再び肩を痛め、翌1998年は登板機会はなく、同年10月15日に球団から戦力外通告を言い渡された。その後、シカゴ・カブスのテストを受験するも合格はならなかった。
1999年のシーズン途中から台湾リーグの三商タイガースにてプレーし、7試合で2セーブを記録。不況の影響でチームが解散したこともあり、同年をもって現役を引退した。
引退後は、スポーツDEPO太宰府インター店に勤務している。

## プレースタイル
1990年代前半のNPBでは希少なアンダースローだった。速球は最速130km/h台前半ながら、90km/h台のカーブを織り交ぜて緩急をつけていた。他にはシンカーも投げていた。

## 詳細情報

### 年度別投手成績
| 年 度     | 球 団     | 登 板 | 先 発 | 完 投 | 完 封 | 無 四 球 | 勝 利 | 敗 戦 | セ 丨 ブ | ホ 丨 ル ド | 勝 率 | 打 者 | 投 球 回 | 被 安 打 | 被 本 塁 打 | 与 四 球 | 敬 遠 | 与 死 球 | 奪 三 振 | 暴 投 | ボ 丨 ク | 失 点 | 自 責 点 | 防 御 率 | W H I P |
| --------- | --------- | ----- | ----- | ----- | ----- | -------- | ----- | ----- | -------- | ----------- | ----- | ----- | -------- | -------- | ----------- | -------- | ----- | -------- | -------- | ----- | -------- | ----- | -------- | -------- | ------- |
| 1991      | ダイエー  | 11    | 0     | 0     | 0     | 0        | 0     | 0     | 0        | --          | ----  | 87    | 20.0     | 21       | 1           | 9        | 0     | 1        | 10       | 0     | 0        | 11    | 11       | 4.95     | 1.50    |
| 1992      | ダイエー  | 32    | 10    | 3     | 2     | 0        | 5     | 5     | 0        | --          | .500  | 435   | 102.1    | 105      | 11          | 28       | 1     | 4        | 57       | 0     | 0        | 51    | 48       | 4.22     | 1.30    |
| 1993      | ダイエー  | 24    | 20    | 6     | 0     | 0        | 6     | 13    | 1        | --          | .316  | 636   | 142.1    | 152      | 18          | 57       | 0     | 8        | 65       | 1     | 0        | 71    | 67       | 4.24     | 1.47    |
| 1994      | ダイエー  | 13    | 5     | 0     | 0     | 0        | 2     | 2     | 0        | --          | .500  | 158   | 37.0     | 38       | 5           | 11       | 0     | 0        | 22       | 0     | 0        | 16    | 16       | 3.89     | 1.32    |
| 1995      | ダイエー  | 1     | 0     | 0     | 0     | 0        | 0     | 0     | 0        | --          | ----  | 10    | 1.1      | 5        | 0           | 0        | 0     | 1        | 1        | 0     | 0        | 5     | 5        | 33.75    | 3.75    |
| 1999      | 三商      | 7     | 0     | 0     | 0     | 0        | 0     | 0     | 2        | --          | ----  | 57    | 13.2     | 11       | 0           | 1        | 0     | 3        | 13       | 0     | 0        | 4     | 2        | 1.32     | 0.88    |
| NPB：5年  | NPB：5年  | 81    | 35    | 9     | 2     | 0        | 13    | 20    | 1        | --          | .394  | 1326  | 303.0    | 321      | 35          | 105      | 1     | 14       | 155      | 1     | 0        | 154   | 147      | 4.37     | 1.41    |
| CPBL：1年 | CPBL：1年 | 7     | 0     | 0     | 0     | 0        | 0     | 0     | 2        | --          | ----  | 57    | 13.2     | 11       | 0           | 1        | 0     | 3        | 13       | 0     | 0        | 4     | 2        | 1.32     | 0.88    |

### 記録
- 初登板：1991年5月29日、対西武ライオンズ7回戦（平和台野球場）、7回表から3番手で救援登板、1回1失点
- 初先発登板：1992年7月2日、対近鉄バファローズ11回戦（日本生命球場）、6回2失点で敗戦投手
- 初勝利・初完投・初完封：1992年7月8日、対千葉ロッテマリーンズ16回戦（平和台野球場）
- 初セーブ：1993年6月13日、対千葉ロッテマリーンズ11回戦（福岡ドーム）、8回表1死から3番手で救援登板・完了、1回2/3無失点

### 背番号
- 52 （1991年 - 1997年）
- 64 （1998年）
- 17 （1999年）